# Convenzione per la repressione degli atti illeciti contro la sicurezza della navigazione marittima

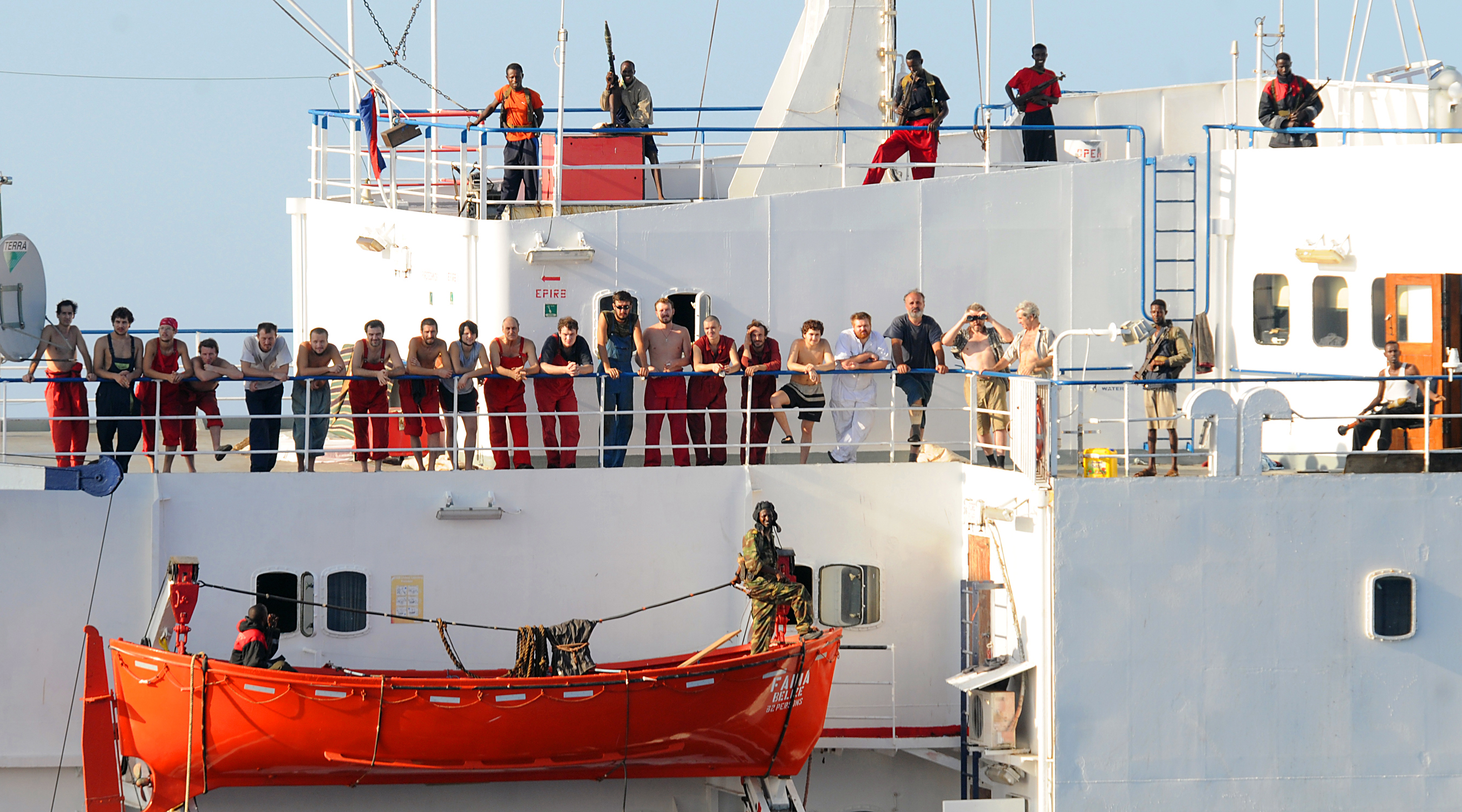
Pirati somali armati di fucili d'assalto e lanciarazzi tengono in ostaggio l'equipaggio della M/N Faina, carica di carrarmati T-72 e relative parti di ricambio, armi e munizioni.

La Convenzione per la repressione degli atti illeciti contro la sicurezza della navigazione marittima (Convention for the Suppression of Unlawful Acts against the Safety of Maritime Navigation, SUA), insieme all'annesso "Protocollo per la repressione degli atti illeciti contro la sicurezza delle piattaforme fisse situate sulla piattaforma continentale", sono degli accordi internazionali contro gli atti di pirateria in mare firmati a Roma il 10 marzo 1988.

## Entrata in vigore
Come stabilito dall'articolo 18 della Convenzione, la stessa è entrata in vigore il 1º marzo 1992, cioè "novanta giorni dopo la data in cui quindici Stati hanno o firmato la Convenzione senza riserva di ratifica, accettazione o approvazione, o depositato uno strumento di ratifica, accettazione, approvazione o adesione".